# Janusz Nowacki
Janusz Nowacki (ur. 29 kwietnia 1958 w Kole) – profesor nauk rolniczych, lepidopterolog, pracownik Uniwersytetu Przyrodniczego w Poznaniu (prorektor), wiceprezes (w latach 1995–1998) oraz prezes (1998–2008) Polskiego Towarzystwa Entomologicznego.

## Życiorys
W 1977 roku ukończył Liceum Ogólnokształcące im. Kazimierza Wielkiego w Kole. Pracę magisterską obronił w 1982 na Akademii Rolniczej w Poznaniu, doktorat w 1987, habilitował się w 1995 na podstawie pracy Struktura zasięgów sówkowatych (Lepidoptera, Noctuidae) w pasie wydm nadmorskich polskiego wybrzeża Bałtyku, tytuł profesora uzyskał w 2000.
Jest autorem ponad 100 publikacji naukowych, w tym 5 książek i jednego zeszytu z serii "Klucze do Oznaczania Owadów Polski". Profesor J. Nowacki jest też współredaktorem wraz z prof. Zbigniewem Głowacińskim Polskiej Czerwonej Księgi Zwierząt. Bezkręgowce. Za swoje osiągnięcia został odznaczony: w 1997 Srebrnym Krzyżem Zasługi, w 2002 Złotym Krzyżem Zasługi, w 2005 Medalem Komisji Edukacji Narodowej a w 2009 Krzyżem Kawalerskim Orderu Odrodzenia Polski. W 2012 roku otrzymał odznakę honorowa „Za zasługi dla województwa wielkopolskiego”.

### Kierunki badań
Profesor J. Nowacki zajmuje się badaniami motyli (Lepidoptera), w szczególności faunistyką, zoogeografią, ekologią i systematyką motyli z rodziny sówkowatych (Noctuidae) Zachodniej Palearktyki. Podejmuje także badania nad zagrożeniem owadów w Polsce. Profesor J. Nowacki opublikował liczne prace dotyczące sówkowatych z Karkonoszy, Tatr, Pobrzeża Bałtyku, Polesia Lubelskiego, Puszczy Augustowskiej, Puszczy Bukowej, Roztocza, Niziny Wielkopolskiej. Wykazał 20 nowych dla fauny Polski gatunków z tej rodziny.

### Ważniejsze publikacje
- J. Nowacki. 1992. "Sówkowate (Lepidoptera, Noctuidae) Roztocza". Fragmenta Faunistica, 35: 397-414.
- J. Nowacki. 1992. "Materiały do oznania sówkowatych (Lepidoptera, Noctuidae) Puszczy Rominckiej". Wiadomości Entomologiczne, 11: 113-119.
- J. Nowacki., Rudny J. 1992. "Sówkowate (Lepidoptera, Noctuidae) Puszczy Augustowskiej". Wiadomości Entomologiczne, 11: 37-57.
- J. Nowacki. 1993. "Noctuid moths of the Bielinek Reserve (NW Poland) (Lepidoptera, Noctuidae)". Annales of the Upper Silesian Museum, Entomology 4: 5-11.
- J. Nowacki., Fibiger M. 1996. "Noctuidae"[in:] The Lepidoptera of Europe. A distributional checklist. O. Karsholt, J. Razowski (eds.). ApolloBooks, Stenstrup, Kobenhavn: 251-293.
- J. Nowacki. 1998. "The Noctunids (Lepidoptera, Noctuidae) of Central Europe". Coronet Books, Bratislava, 51 ss.
- J. Nowacki., Hołowiński M. 1999. "Sówkowate (Lepidoptera, Noctuidae) Lasów Sobiborskich na obszarze Polskiego Polesia". Wiadomości Entomologiczne, 18(Suplement): 1-60.
- J. Buszko, J. Nowacki, 2000. "The Lepidoptera of Poland. A distributional checklist". Polish Entomological Monographs, 1, 1-178 pp.
- J. Nowacki., Wasiluk M. 2004. "Sówkowate (Lepidoptera, Noctuidae) środkowego Podlasia". Wiadomości Entomologiczne, 23(Suplement 1): 3-54.
- J. Nowacki. (1994): Struktura zasięgów sówkowatych (Lepidoptera, Noctuidae) w pasie wydm nadmorskich polskiego wybrzeża Bałtyku. Wiad. Entomol., 12 (Suplement): 1 - 127.
- J. Nowacki., W. Sekuła. (1994): Xylomoia strix Mikkola, 1980 - nowy dla fauny Polski przedstawiciel sówkowatych (Lepidoptera, Noctuidae). Wiadomości Entomologiczne, 13: 195 - 196.